# Svartsjön (Högsjö socken, Ångermanland)
Svartsjön är en sjö i Härnösands kommun i Ångermanland och ingår i Ångermanälven-Gådeåns kustområde. Sjöns area är 0,032 kvadratkilometer och den befinner sig 197 meter över havet.